# Oak City Rally
Oak City Rally er et sæbekasseløb, som hvert år afholdes i Farum. Løbet, som arrangeres af DDS Absalon Division i samarbejde med Egemose Centret, gennemførtes første gang i 1975 og går fra Farum Station til Egemose Centret ad en 10 km lang rute.
Hidtil bedste tid (i Super Seniorklassen) indehaves af Røvrender, som i 2010 gennemførte løbet på 34 minutter og 27 sekunder.
Sæbekasseløbet blev for over 10 år siden optaget i Guinness Book of Records med den fine titel: Verdens største, længste og hårdeste sæbekasseløb.

## EksternehenvisningerArkiveret13. februar 2022 hosWayback Machine
- Løbets hjemmeside